# هاينكل إتش إي 111
هاينكل هي 111 (بالألمانية:Heinkel He 111) ، هي طائرة حربية ألمانية، أنتجت من قبل شركة هاينكل للصناعة العسكرية في فترة الثلاثينات من القرن العشرين، شاركت في الحرب العالمية الثانية ، وانتهى استخدامه قبل سقوط برلين.

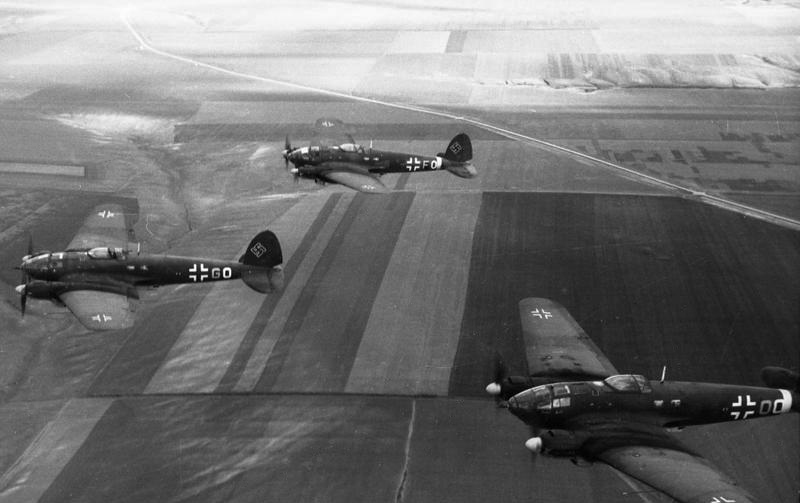
هنيكل هي 111 أثناء الطيران.

## وصلات خارجية
- List of He 111 survivors
- An article on a He 111 wreck site in Norway
- Video (Archive) of the Heinkel He 111 (AMUE) fitted with rocket boosters
- Two Heinkels Joined Together Become Nazi Tug August 1944 article on He 111Z with overhead photo